# Dieterskirchen

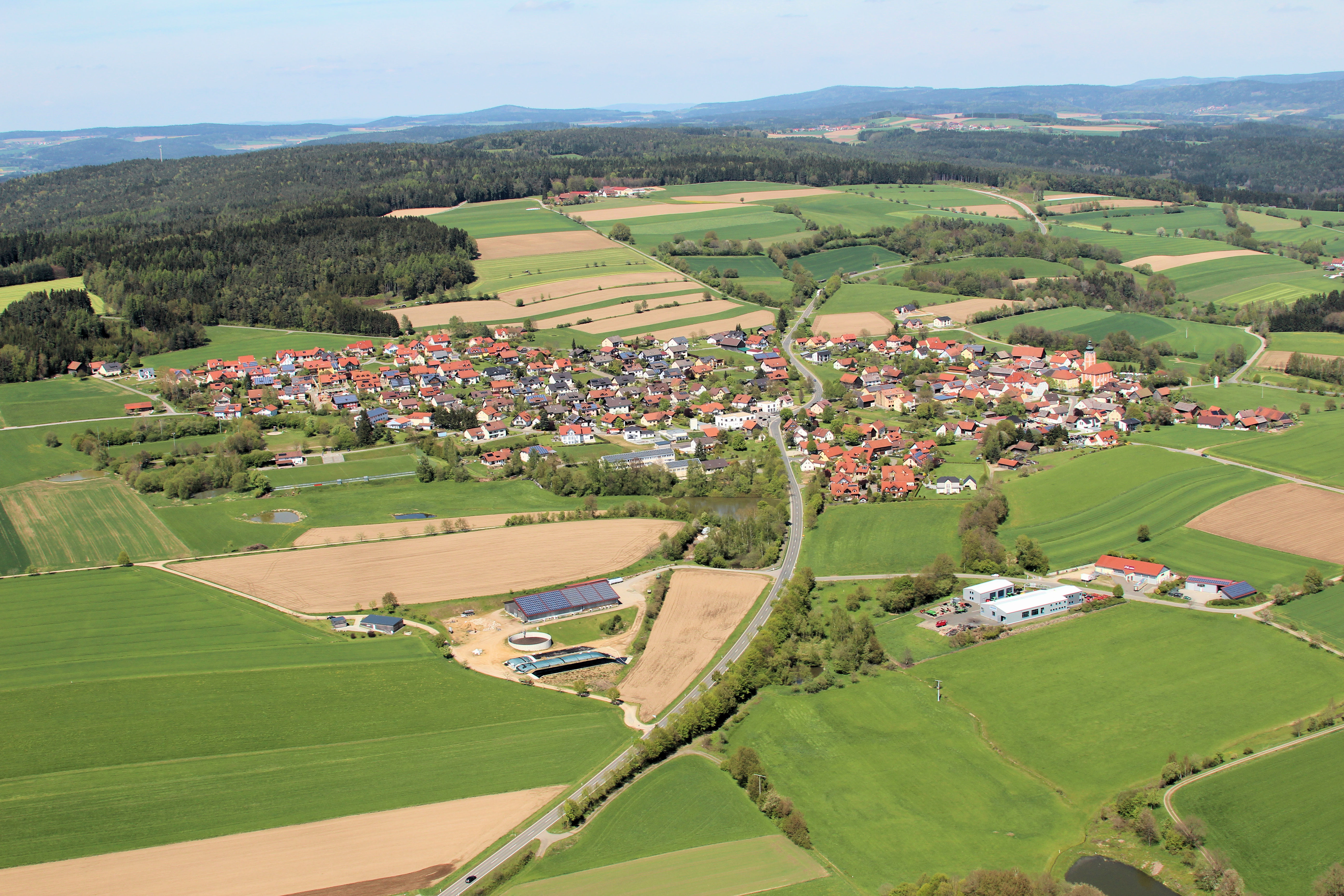
Dieterskirchen (2017)

Dieterskirchen ist eine Gemeinde im Landkreis Schwandorf im bayerischen Regierungsbezirk Oberpfalz. Sie ist Mitglied der Verwaltungsgemeinschaft Neunburg vorm Wald.

## Geographie
Die Gemeinde liegt in der Region Oberpfalz-Mitte zwischen Neunburg vorm Wald und Oberviechtach im Aschatal.

### Nachbargemeinden
Die Nachbargemeinden (im Uhrzeigersinn) sind: Oberviechtach, Winklarn, Thanstein, Neunburg vorm Wald, Schwarzhofen und Niedermurach.
| Niedermurach 5 km | Oberviechtach 6 km                          | Winklarn 7 km  |
| Niedermurach 5 km | Kompassrose, die auf Nachbargemeinden zeigt | Thanstein 9 km |
| Schwarzhofen 9 km | Neunburg vorm Wald 10 km                    | Thanstein 9 km |

### Gemeindegliederung
Es gibt 27 Gemeindeteile: das Pfarrdorf Dieterskirchen, die Dörfer Bach, Pottenhof, Prackendorf und Weislitz, die Weiler Stegen und Weichelau, die Einöden Bruckmühl, Frauenhäusl, Hauserlohhof, Hirmerhof, Hohenthal, Holzhaus, Katharinenthal, Kieselmühle, Kolmhof, Kuppelhof, Neuhaus, Ödgartenhof, Pottenhofermühle, Saggau, Seugenhof, Silbermühle, Tradhof und Unterneuhaus, die Wüstungen Wellenthal und Ziegelhütte.
Es gibt die Gemarkungen Bach, Dieterskirchen, Prackendorf, Weislitz und Pottenhof.

## Geschichte

### Bis zur Gemeindegründung
Der Name des Ortes wurde zum ersten Mal in der Zeit von 1130 bis 1140 als „Diethoheschierchen“ urkundlich erwähnt. Um etwa 1144 wurde er als „Dithoheskirgin“ bezeichnet, 1207 bis 1211 als „Diethohskirchen“, 1301 als „Dietholtschirchen“, 1313 bis 1340 als „Dieterchochirchen“, 1326 als „Diet(ri)chsschirchen“, 1387 als „Dyeterschirchen“, 1438 als „Dietreichskirchen“, 1472 als „Dyeterßkirchen“ und 1518 in der heute gültigen Schreibweise des Ortsnamens. Das Grundwort des Ortsnamens geht auf den mittelhochdeutschen Begriff kirche bzw. kiriche zurück, der Kirche, Kirchengebäude bedeutet. Das Bestimmungswort wurde vom Personennamen Diethoh abgeleitet.  
Dieterskirchen gehörte zum Kurfürstentum Bayern und war Sitz einer geschlossenen Hofmark der Freiherren Horneck von Hornberg. Im Zuge der Verwaltungsreformen in Bayern entstand mit dem Gemeindeedikt von 1818 die damalige Gemeinde Dieterskirchen.

### Eingemeindungen
Im Jahr 1946 wurden Bruckmühl, Neuhaus und Weislitz der aufgelösten Gemeinde Weislitz eingegliedert. Die Gemeinden Bach und Prackendorf wurden am 1. Juli 1975 anlässlich der Gemeindegebietsreform in Bayern eingegliedert.

### Einwohnerentwicklung
| Jahr | Einwohner |
| ---- | --------- |
| 1840 | 1177      |
| 1871 | 1214      |
| 1900 | 1176      |
| 1925 | 1149      |
| 1939 | 1017      |
| 1950 | 1083      |
| 1961 | 898       |
| 1970 | 882       |

| Jahr | Einwohner |
| ---- | --------- |
| 1987 | 995       |
| 2010 | 1015      |
| 2011 | 1004      |
| 2012 | 1010      |
| 2013 | 1020      |
| 2014 | 1016      |
| 2015 | 1011      |
| 2016 | 994       |

| Jahr | Einwohner |
| ---- | --------- |
| 2017 | 1006      |
| 2018 | 999       |
| 2019 | 996       |
| 2020 | 994       |

## Politik
- FWG: 4
- CSU: 8

### Verwaltungsgemeinschaft
Am 1. Mai 1976 haben sich im Zuge der Gebietsreform die Gemeinden Dieterskirchen, Neukirchen-Balbini, Thanstein und Schwarzhofen zur Verwaltungsgemeinschaft Neunburg vorm Wald zusammengeschlossen.

### Gemeinderat
Nach der Kommunalwahl am 15. März 2020 ergab sich diese Sitzverteilung:

| FWG     | CSU     |
| ------- | ------- |
| 4 Sitze | 8 Sitze |

### Bürgermeisterin
Erste Bürgermeisterin ist seit Mai 2020 Anita Forster (CSU).

### Wappen
| | Blasonierung: „In Rot über einem silbernen Dreiberg, darin ein rotes Horn, eine silberne Kirche.“ |
| Wappenbegründung: Die Kirche symbolisiert die Pfarrkirche St. Ulrich und redet zugleich für den zweiten Teil des Ortsnamens. Das Horn im silbernen Dreiberg ist sprechendes Bild aus dem Familienwappen der Freiherren Horneck von Hornberg, die als Hofmarksherren und Erbauer des Schlosses und der Kirche die Entwicklung des Gemeindegebiets von 1646 bis 1829 prägten. Dieses Wappen wird seit 1978 geführt. |                                                                                                   |

### Gemeindepartnerschaften
Seit 2005 besteht eine Gemeindepartnerschaft mit  Neufmanil (Frankreich).

## Wirtschaft und Infrastruktur

### Wirtschaft einschließlich Land- und Forstwirtschaft
Es gab im Jahr 2020 nach der amtlichen Statistik 98 sozialversicherungspflichtig Beschäftigte am Arbeitsort, die nicht näher nach Branche differenziert wurden. Sozialversicherungspflichtig Beschäftigte am Wohnort gab es insgesamt 422. Im verarbeitenden Gewerbe und im Bauhauptgewerbe gab es je einen Betrieb. Zudem bestanden im Jahr 2016 30 landwirtschaftliche Betriebe mit einer landwirtschaftlich genutzten Fläche von 1044 ha, davon waren 744 ha Ackerfläche und 300 ha Dauergrünfläche.

### Bildung
Es gibt folgende Bildungseinrichtungen in Dieterskirchen (Stand 2021):
- eine Kindertageseinrichtung: 62 genehmigte Betreuungsplätze, 59 betreute Kinder
- eine Grundschule: 2 Lehrkräfte, 44 Schülerinnen und Schüler

## Kultur und Sehenswürdigkeiten
- Burgstall Bach
- Schloss Dieterskirchen
- Schloss Pottenhof
- Volkssternwarte mit Planetarium Dieterskirchen
- Katholische Pfarrkirche St. Ulrich mit gotischem Ostchor und Langhaus aus dem 18. Jahrhundert.

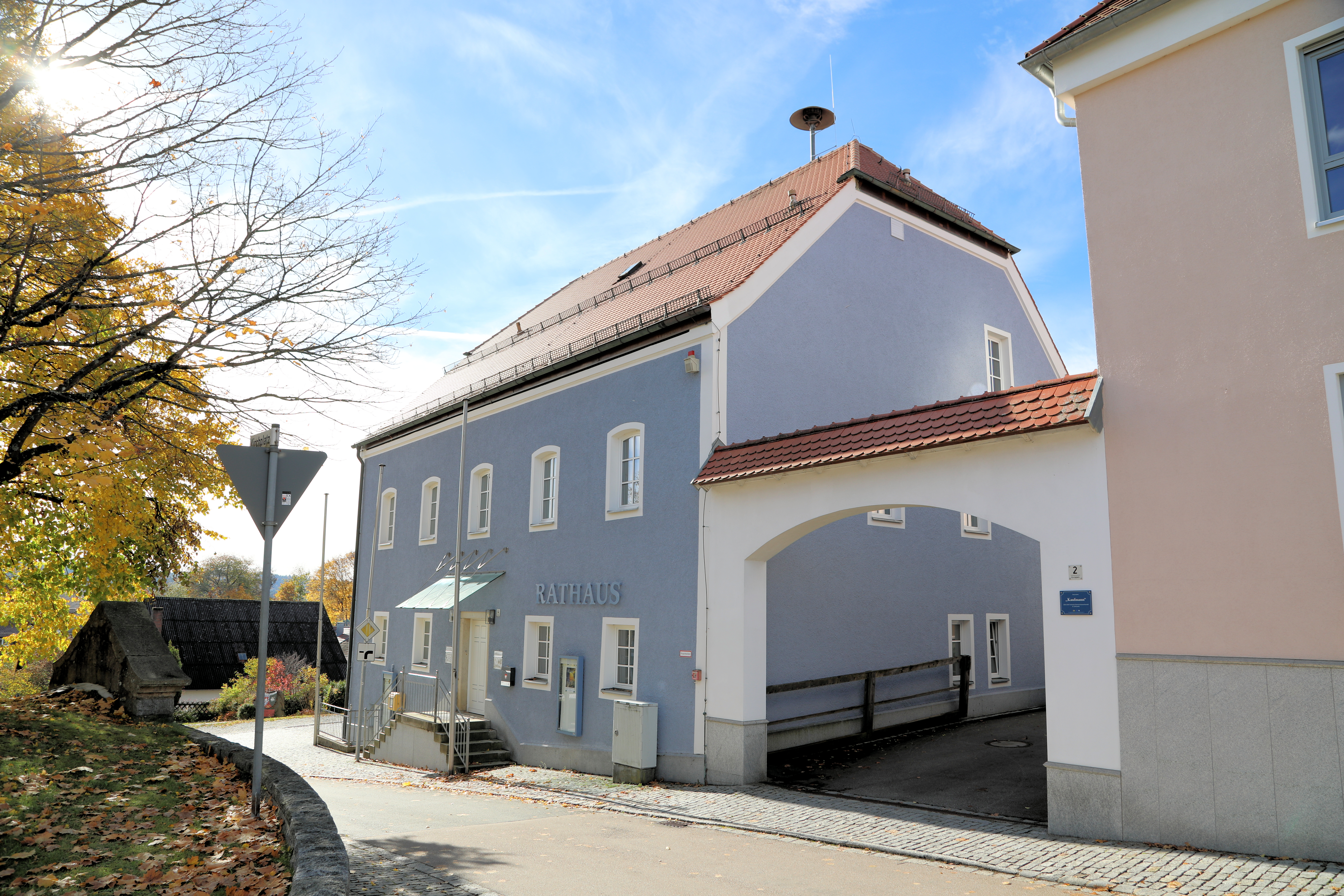
Rathaus Dieterskirchen (2023)
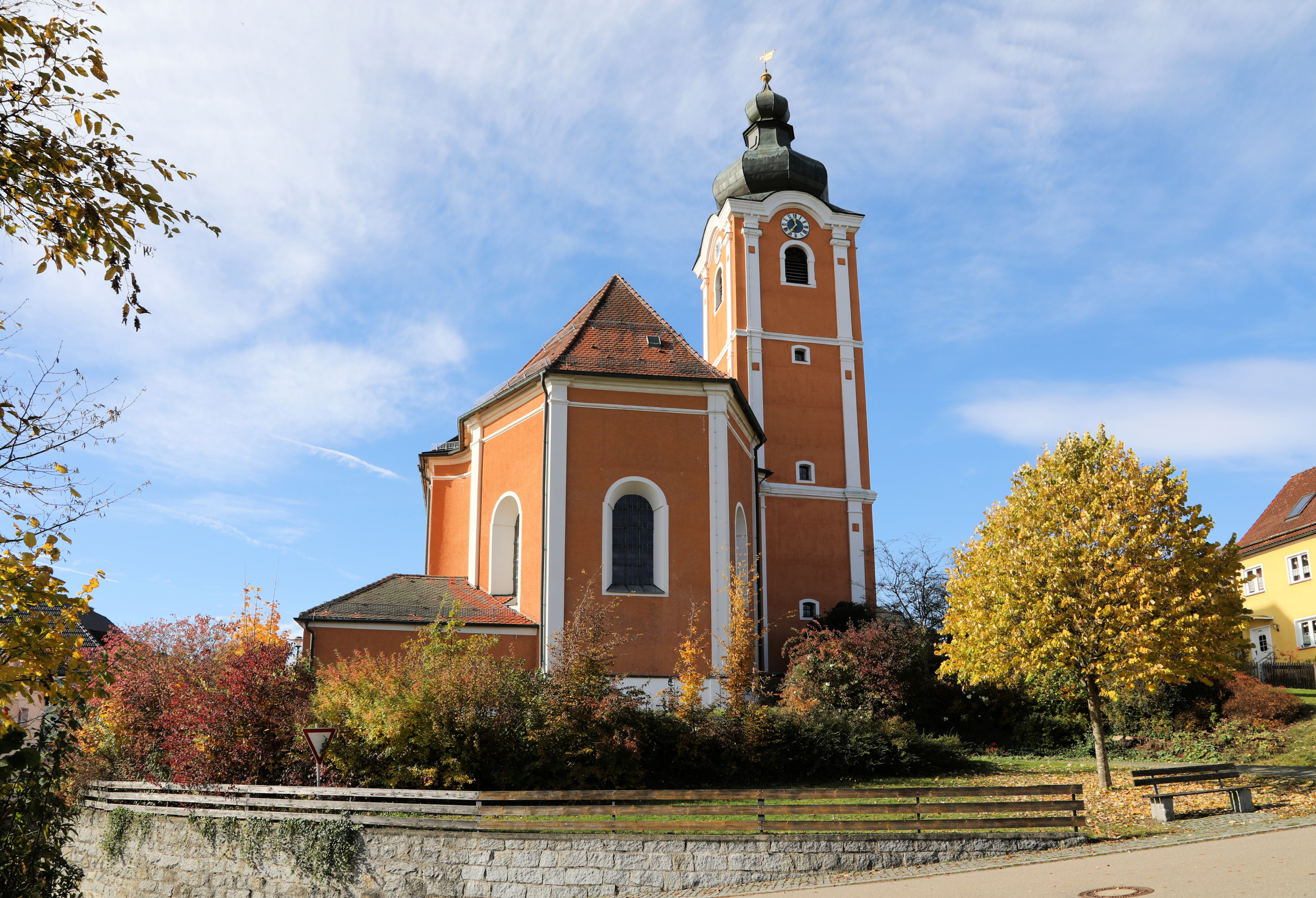
Pfarrkirche St. Ulrich (2023)
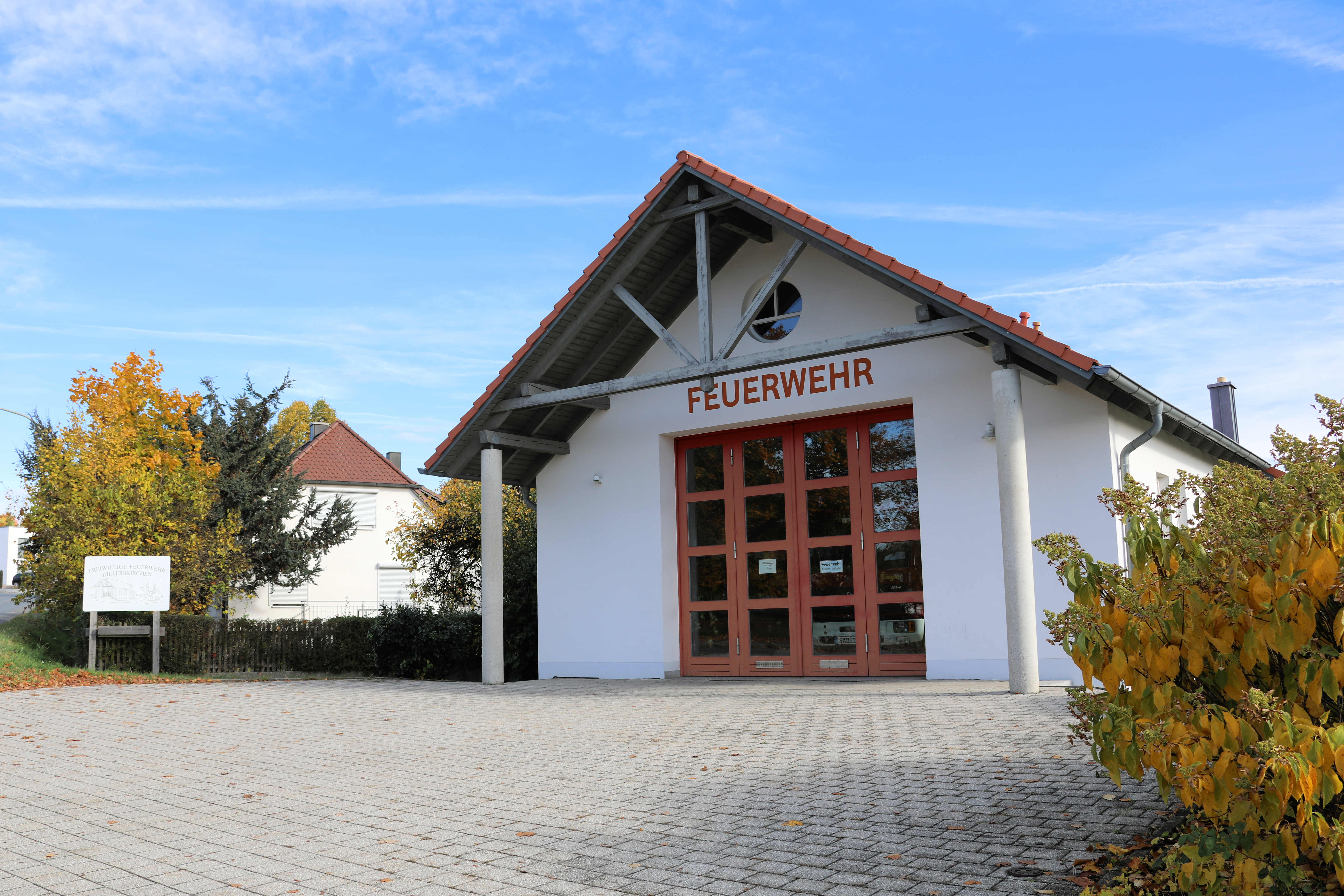
Feuerwehrhaus (2023)
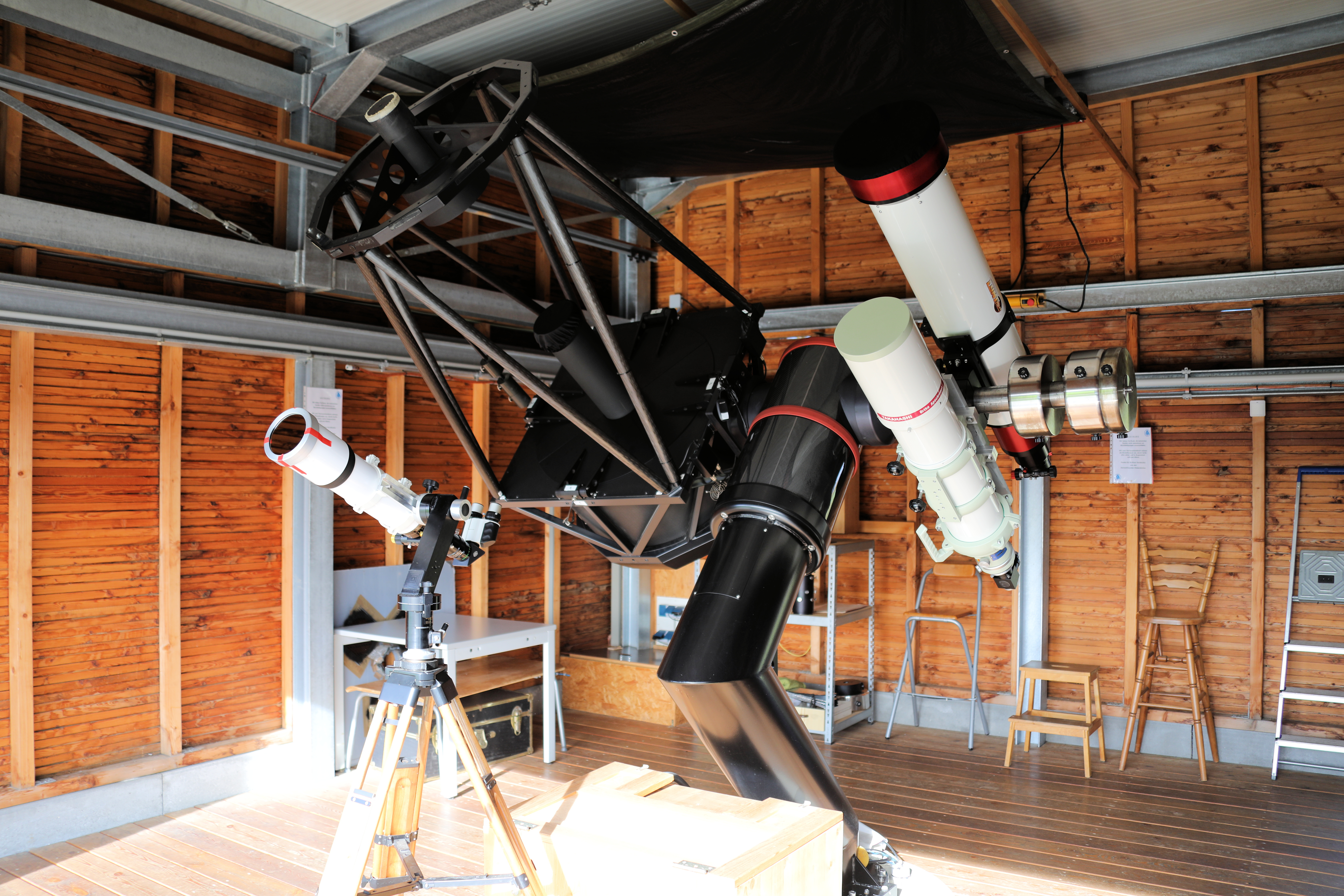
Sternwarte Dieterskirchen (2023)
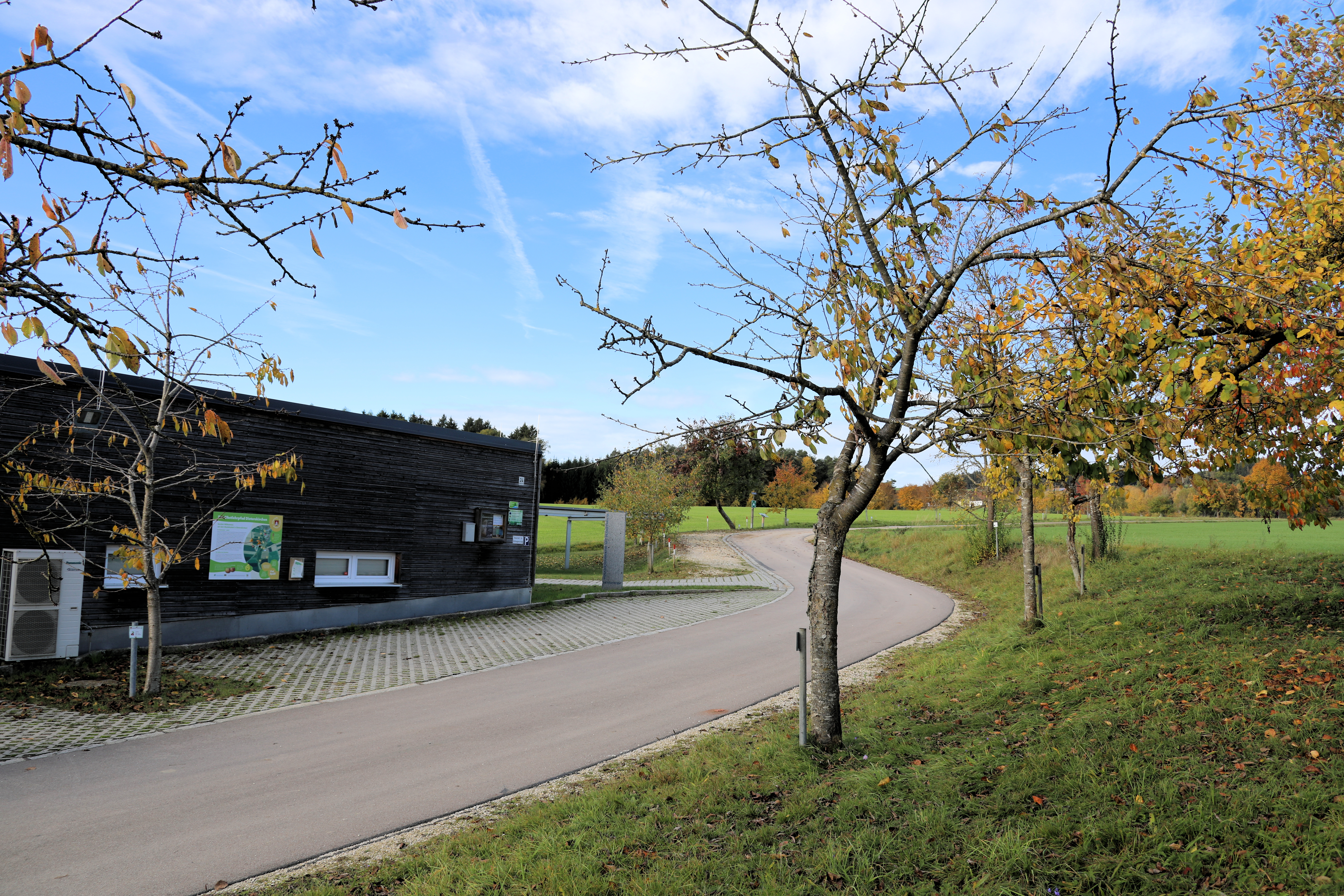
Obstlehrpfad Dieterskirchen (2023)